# Bergkerk (Amersfoort)
De Bergkerk is een kerkgebouw in de Nederlandse stad Amersfoort, en is gevestigd op het adres Dr. A. Kuyperlaan 2. De kerkelijke gemeente die het gebouw gebruikt maakt deel uit van de Protestantse Gemeente Amersfoort.

## Geschiedenis

### Ontstaan kerkelijke gemeenschap
De Nederlands Hervormde Kerk in Amersfoort kenmerkte zich voor de Tweede Wereldoorlog door een behoudende geloofsovertuiging. Dit was voor de bewoners van het nieuw gebouwde Bergkwartier, vooral industriëlen, officieren en intellectuelen, minder aantrekkelijk. Daarom organiseerden zij zelf buiten de Hervormde Gemeente om vanaf 1925 een Bijbelkring en een zondagsschool. Hieruit volgde de oprichting van de Stichting De Amersfoortse Bergkapel in 1931, die tweemaal per maand bijeenkomsten organiseerde. Het kenmerk van deze gemeenschap werd omschreven als “Evangeliserend ideaal, bewuste openheid niet alleen naar het evangelie, maar ook naar de cultuur, liturgisch streven en oecumenische openheid naar andere Christelijke kerken”. Vanaf 1935 tot 1966 werd er naast de zondagse eredienst bovendien een zaterdagavondgebed gehouden.

### Huisvesting
De bijeenkomsten van deze gemeenschap werden aanvankelijk gehouden in het gebouw van de Theosophische Loge aan de Regentesselaan. Later gebruikte men de aula van het Gymnasium. In de Tweede Wereldoorlog vorderden de Duitsers het Gymnasium en gebruikte men de gymnastiekzaal van de HBS aan het Thorbeckeplein.
Vanaf 1948 werden de diensten onder verantwoordelijkheid van de Hervormde kerkenraad gehouden.
- In 1950 kocht de kerkvoogdij grond en 1952 werd de huidige Bergkerk ingewijd.
- In 1964 is een kapel boven op de gemeentezaal gebouwd. Hierdoor werd het mogelijk het aantal diensten, zowel voor volwassenen als voor jongeren, uit te breiden. Bovendien kon vanaf dat moment wekelijks een dienst van schrift en tafel gehouden worden.

## Het gebouw
Het noord-zuid niet-georiënteerde kerkgebouw bestaat uit een tweebeukig schip met zes traveeën, een recht afgesloten koor van één travee aan de zuidzijde, en aan de noordzijde van de zijbeuk een vierkante toren getopt met een lantaarn. Ten noorden van het schip en ten oosten van de toren bevindt zich een portaal.

## Orgel
Het orgel in de Bergkerk is gebouwd in 1956 door de gebroeders Van Vulpen. Het werd op 8 februari 1956 in gebruik genomen. In 1979 werd het instrument door Van Vulpen gerestaureerd, waarbij ook de dispositie werd gewijzigd. Op het rugwerk verving men de Scherp II-III sterk door een Sesquialter en de Quintadeen 2' door een Fluit 2'. De Fagot 16' van het pedaal werd vervangen door een nieuw exemplaar.
Lijst van kerkgebouwen in Amersfoort